# گیرنده سروتونین

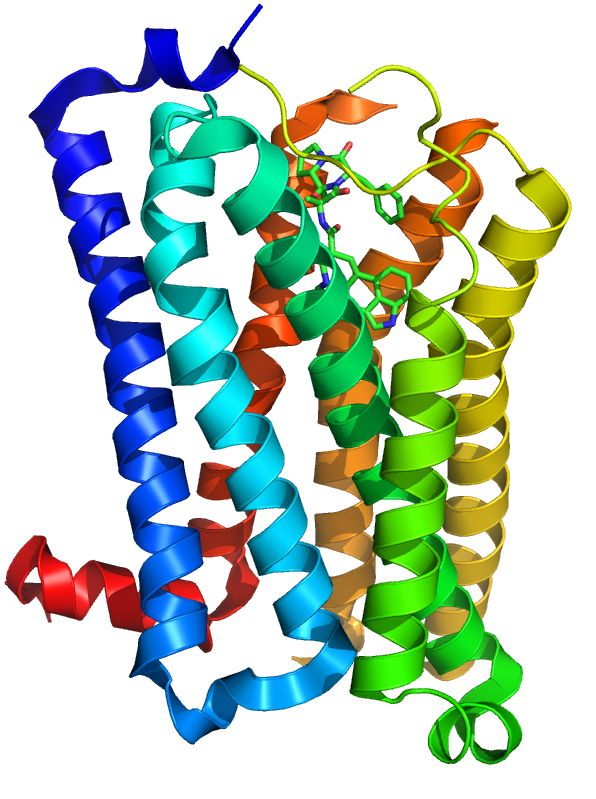
به‌عنوانِ نمونه‌ای از گیرندهٔ متابوتروپیک سروتونین. (نمایِ بلورشناسی پرتو ایکس به‌صورت نواری‌شکل)

گیرنده‌های سروتونین (انگلیسی: 5-HT receptors) یا گیرنده‌های ۵-هیدروکسی‌تریپتامین به گروهی از گیرنده‌های جفت‌شونده با پروتئین جی و کانال‌های یونی دریچه-لیگاندی گفته می‌شود که در دستگاه عصبی مرکزی و دستگاه عصبی پیرامونی یافت می‌شوند. این گیرنده‌ها هر دو نوع پیام‌رسانی عصبیِ تحریکی و مهاری را واسطه‌گری می‌کنند. گیرنده‌های سروتونین، توسط پیام‌رسانِ عصبیِ «سروتونین» فعال می‌شوند که لیگاند طبیعی آن محسوب می‌شوند.
گیرنده‌های سروتونین رهاسازی بسیاری از پیام‌رسان‌ها مانندِ اسید گلوتامیک، گاما آمینوبوتیریک اسید، دوپامین، آدرنالین/نوراپی‌نفرین، استیل‌کولین و همچنین بسیاری از هورمون‌ها نظیرِ اکسی‌توسین، پرولاکتین، وازوپرسین، کورتیزول، آدرنوکورتیکوتروپین و ماده P را تنظیم می‌کند. گیرنده‌های سروتونین در برخی فرایندهای عصبی و زیستی نیز نظیر پرخاشگری، اضطراب، اشتها، شناخت، یادگیری، حافظه، خلق، حالت تهوع، خواب و تنظیم دمایی نقش دارند. این گیرنده‌ها از اهداف داروهای پزشکی و داروهای تفننی روان‌گردان، از جمله داروهای ضدافسردگی، داروهای ضدروان‌پریشی، داروهای ضد تهوع، داروهای محرک دستگاه گوارش، داروهای توهم‌زا، داروی ضدمیگرن و امپاتوژن-انتاکتوژن است.
گیرنده‌های سروتونین در تمامی جانوران یافت می‌شود و حتی به نظر می‌رسد که طول عمر و روند پیری را در کرم‌های لوله‌ای اِلِـگانس کنترل می‌کنند.

## طبقه‌بندی
گیرنده‌های ۵-هیدروکسی‌تریپتامین در دستگاه عصبی مرکزی و دستگاه عصبی پیرامونی یافت می‌شود  و به ۷ خانواده از گیرنده‌های جفت‌شونده با پروتئین جی قابل طبقه‌بندی است؛ بجز «گیرندهٔ 5-HT3» که یک کانال یونی دریچه-لیگاندی است که از طریق یک «پیام‌رسان ثانویهٔ داخل سلولی»، پاسخ تحریکی یا مهاری ایجاد می‌کند. در سال ۲۰۱۴ میلادی، یک نوع جدید از گیرنده‌های سروتونین در یک پروانهٔ سفید کوچک کلم یافت شد که آنرا pr5-HT8 نام نهادند. این گیرندهٔ خاص در پستانداران وجود ندارد و شباهت‌های اندکی به گیرنده‌های دیگر سروتین دارد.

### خانواده
| خانواده | نوع                               | مکانیسم                    | نوع پتاسیل الکتریکی |
| 5-HT1   | Gi/Go-متصل به پروتئین             | کاهش سطح سلولی cAMP        | مهاری               |
| 5-HT2   | Gq/G11-متصل به پروتئین            | افزایش سطح سلولی IP3 و DAG | تحریکی              |
| 5-HT3   | مجرای یونی دریچه-لیگاندی Na+ و K+ | دیپولاریزاسیون غشای سلولی  | تحریکی              |
| 5-HT4   | Gs-متصل به پروتئین                | افزایش سطح cAMP            | تحریکی              |
| 5-HT5A  | Gi/Go-متصل به پروتئین             | کاهش سطح سلولی cAMP        | مهاری               |
| 5-HT6   | Gs-متصل به پروتئین                | افزایش سطح سلولی cAMP      | تحریکی              |
| 5-HT7   | Gs-متصل به پروتئین                | افزایش سطح سلولی cAMP      | تحریکی              |